# Arthur Combs
Arthur Wright Combs (ur. 1912, zm. 1999) – amerykański psycholog i pedagog, twórca humanistycznej koncepcji kształcenia nauczycieli, profesor Syracuse University. W swoich publikacjach naukowych poruszał temat pracy nauczycieli (wniósł istotny wkład w pedeutologię), terapii i doradztwa, reform edukacyjnych i przywództwa w edukacji. Był autorem ponad 150 artykułów naukowych oraz ponad 20 książek, które zostały przetłumaczone na co najmniej 8 języków obcych.

## Ważniejsze dzieła
- Being and Becoming: A Field Approach to Psychology (1999).
- A theory of therapy: Guidelines for counseling practice (1989).
- Teacher education: The person in the process. "Educational Leadership" 1978, 35, 558–561.
- Individual Behavior: A New Frame of Reference for Psychology (współautor D. Snygg) (1959)